# Városháza (Cambridge, Massachusetts)
A Cambridge-i városháza az Amerikai Egyesült Államok Massachusetts államának Cambridge városában található, a Massachusetts sugárút 795. szám alatt, és Richard-féle neoromán építészeti stílusban készítették.

## Története
A városházát 1888 és 1889 között építették, amelyet Frederick H. Rindge-nek köszönhet a város, mert ő adományozott és ő is avatta fel az épületet. Az építészek Longfellow (1854–1934), Alden (1859–1908) és Harlow (1857–1927) voltak.